# Bombylius calus
Bombylius calus är en tvåvingeart som först beskrevs av Hall och Neal L. Evenhuis 1981.  Bombylius calus ingår i släktet Bombylius och familjen svävflugor. Inga underarter finns listade i Catalogue of Life.